# Serie A playoff 2009-2010 (rugby a 15)
I play-off/play-out della serie A di rugby a 15 2009-10 si tennero dal 9 al 22 maggio 2010 e videro impegnate otto squadre provenienti dai campionati stagionali di serie A1 e serie A2.

## Squadre partecipanti

### Play-outsalvezza
1. Badia (11ª serie A1)
2. Piacenza (12ª Serie A1)
3. Fiamme Oro (3ª serie A2)
4. CUS Verona (4ª serie A2)

### Play-offpromozione
1. Noceto (1ª serie A1)
2. Mogliano (2ª serie A1)
3. S.S. Lazio (3ª serie A1)
4. San Gregorio (1ª serie A2)

## Formula
Per quanto riguarda i play-off:
- la seconda e la terza classificata tra le non cadette di serie A1 si incontrarono in gara doppia nella prima semifinale[1].
- la vincitrice della serie A1 e quella di A2 si incontrarono nella seconda semifinale, sempre in gara doppia[1].
- le vincitrici delle due semifinali si incontrarono per il titolo di campione d'Italia di serie A e la promozione in Super 10[1].
- fu previsto spareggio tra le due semifinaliste perdenti per stabilire il terzo posto da occupare in Eccellenza 2010-11[1].

Relativamente ai play-out:
- le squadre agli ultimi due posti di serie A1 dovettero spareggiare con la terzultima e quartultima della serie A2 per mantenere il posto in A2 ed evitare la retrocessione in serie B[1].

In ogni accoppiamento la squadra con il ranking più alto incontrò quella con ranking più basso in doppia gara, con quella d'andata in casa di quest'ultima.

## Play-out
| Arbitro: | Stefano Marrama (Padova) |

|                  |      |                          |
| Sánchez 7’, 42’  | mt   | 14’ Olivieri 78’ Bellini |
| Brussolo 7’, 42’ | tr   | 14’ Bellini              |
| Brussolo 38’     | c.p. | 23’, 36’ Bellini         |
| Zanirato 71’     | drop |                          |

| Arbitro: | Claudio Castagnoli (Livorno) |

|                         |      |                                 |
| tecnica 65’             | mt   | 8’ Mariani 17’, 38’ Pelliccione |
| Grangetto 65’           | tr   | 8’, 17’ Boarato                 |
| Grangetto 21’, 33’, 43’ | c.p. | 46’, 53’, 77’, 80+6’ Benetti    |
| Grangetto 9’            | drop |                                 |

## Play-off
|  | Semifinali | Semifinali   | Semifinali | Semifinali | Semifinali |  |  | Finale     | Finale     | Finale |  |
|  |            |              |            |            |            |  |  |            |            |        |  |
|  | 1A2        | San Gregorio | 13         | 10         | 23         |  |  |            |            |        |  |
|  | 1A1        | Noceto       | 8          | 44         | 52         |  |  | Noceto     | Noceto     | 6      |  |
|  | 3A1        | S.S. Lazio   | 21         | 11         | 32         |  |  | S.S. Lazio | S.S. Lazio | 43     |  |
|  | 2A1        | Mogliano     | 15         | 13         | 28         |  |  |            |            |        |  |

### Semifinali
| Arbitro: | Mauro Dordolo (Udine) |

|                       |      |                |
| Lo Faro 21’           | mt   | 75’ Saccomanni |
| Pucciariello 21’      | tr   |                |
| Pucciariello 18’, 49’ | c.p. | 37’ Anversa    |

| Arbitro: | Carlo Damasco (Napoli) |

|                     |      |                      |
| Nitoglia 40’        | mt   | 6’ Dreyer 54’ Canale |
| Sulpis 40’          | tr   | 6’ Dreyer            |
| Sulpis 2’, 75’, 77’ | c.p. | 38’ Dreyer           |

| Arbitro: | Alan Falzone (Padova) |

|                                                     |      |                  |
| Garulli 13’ Maio 45’, 65’ Majstorović 25’, 78’, 80’ | mt   | 77’ Dell'Aria    |
| Anversa 13’, 45’, 78’, 80’                          | tr   | 77’ Pucciariello |
| Anversa 40+3’, 58’                                  | c.p. | 32’ Pucciariello |

| Arbitro: | C. Passacantando (L'Aquila) |

|                       |      |                 |
| Dreyer 45’ Eigner 60’ | mt   | 30’ Sulpis      |
| E. Ceccato 29’        | c.p. | 10’, 25’ Sulpis |

### Finale per il 3º posto
| Arbitro: | Stefano Pennè (Milano) |

|                            |      |                                                                                     |
| G. Sapuppo 28’ Gentile 75’ | mt   | 9’, 19’, 52’, 80+3’ Del Bubba 39’ Simion 58’ Pérez Galeone 70’ Nieuwoudt 80’ Lambré |
| Pucciariello 75’           | tr   | 39’ Eigner 70’, 80’, 80+3’ Preo                                                     |
| Pucciariello 32’, 36’      | c.p. | 3’ Dreyer 67’ Preo                                                                  |
|                            | drop | 13’ Eigner                                                                          |

### Finale
| Arbitro: | Stefano Traversi (Rovigo) |

|             |      |                                                                         |
|             | mt   | 18’ Giangrande 45’, 77’ F. Sepe 53’ Fabiani 59’ Mannucci 80+1’ Gargiulo |
|             | tr   | 45’, 53’, 59’, 77’, 80+1’ Sulpis                                        |
| Anversa 36’ | c.p. |                                                                         |
| Anversa 7’  | drop | 12’ Sulpis                                                              |

## Verdetti
- S.S. Lazio: campione d'Italia serie A, promosso in Eccellenza 2010-11
- Noceto e Mogliano: promosse in Eccellenza 2010-11
- San Gregorio: promossa in serie A1 2010-11 dopo i play-off
- Fiamme Oro: promossa in serie A1 2010-11 dopo i play-out
- Piacenza: retrocessa in serie A2 2010-11